# Aleksandr Ródtxenko
Aleksandr Mikhàilovitx Ródtxenko (en rus, Алекса́ндр Миха́йлович Ро́дченко) conegut com a Aleksandr Ródtxenko, (Sant Petersburg; 5 de desembre del 1891 - Moscou; 3 de desembre del 1956), escultor, pintor, dissenyador gràfic i fotògraf rus, va ser un dels artistes més polifacètics de la Rússia dels anys 20 i trenta. Va ser un dels fundadors del constructivisme rus i va estar casat amb la, també, artista Varvara Stepànova.

## Biografia
Ródtxenko va néixer a Sant Petersburg; la seva família es va mudar a Kazan el 1902 i va estudiar en l'Escola d'Art de Kazan, on impartien classe Nikolai Feixin i Gueorgui Medvédev, i a l'Institut Stroganov de Moscou. Va fer els seus primers dibuixos abstractes, influenciat pel suprematisme de Kazimir Malévitx, el 1915.
L'any següent, va participar en The Store, exhibició organitzada per Vladimir Tatlin, qui va exercir una gran influència en el seu desenvolupament com a artista. Ródtxenko, com molts membres de l'avant-garde, es va alinear amb els bolxevics, que el van nomenar director de l'Oficina del Museu i del Fons de compres el 1920. Va ser el responsable de la reorganització de les escoles d'art i dels museus. Entre 1920 i 1930, també va impartir classes a l'Estat Superior de Tallers d'Artistes Tècnics.
Ródtxenko va tornar a pintar a la fi del 1930 i va parar de fotografiar el 1942, i produí quadres expressionistes abstractes en els anys 40. Va continuar organitzant exhibicions de fotografies per al govern durant aquests anys. Va morir a Moscou el 1956.

## Obra
Del 1918 al 1921, Ródtxenko, sota influència de Malévitx i Tatlin, creava sèries de premisses formals, com la superfície plana, la factura, la línia, la taca, i també sota l'influx de la revolució bolxevic, ja que la seva obra tenia com a objectiu una societat ordenada. Ródtxenko es fa famós en els debats artístics, dels quals sorgeix el moviment constructivista; l'artista es converteix en un enginyer visual. La nova política econòmica va provocar que l'avant-garde perdés el privilegi artístic, i hagué de competir contra altres grups artístics. El 1923, decideixen afrontar aquesta pèrdua de privilegi fundant el Front d'Artistes d'Esquerra, també anomenat LEF. Ródtxenko va contribuir en aquest grup tant teòricament (escrivint articles), com pràcticament (realitzant portades per a les revistes del grup). Va explorar el fotomuntatge per al disseny de cartells i cobertes de llibres. El va usar com una alternativa a la pintura, que es beneficiava de la seva reproducció automàtica i li feia tenir una audiència massiva.
Va ser el 1924 quan començà emprar materials cada vegada més peculiars per als seus fotomuntatges i va recórrer a l'ús de la càmera fotogràfica.
En el camp de la fotografia Ródtxenko va ser també cèlebre. Com la càmera permetia prendre fotos en qualsevol posició, va deduir que la fotografia corresponia a l'activitat de l'ull humà. D'aquesta manera, va usar la càmera fotogràfica per a crear sensacions desconcertants, alhora que usava les fotografies amb un objectiu de compromís social. Formalment, les fotografies solien ser o plans zenitals o plans nadir, plans oposats totalment al pictoralisme i que impactaven l'espectador, causant-li dificultats a reconèixer l'objecte fotografiat. Va ser així com Ródtxenko es va proposar alliberar la fotografia de totes les convencions i punts de vista comuns en l'època, cosa que el va convertir en un dels més importants pioners del constructivisme fotogràfic. "Si es desitja ensenyar a l'ull humà a veure d'una manera nova, és necessari mostrar-li els objectes quotidians i familiars sota perspectives i angles totalment inesperats i en situacions inesperades; els objectes nous haurien de ser fotografiats des de diferents angles, per oferir una representació completa de l'objecte."
El 1928, Ródtxenko va escriure sobre fotografia un manifest en el qual va dir aquestes paraules, justificant per tant l'ús d'aquests plans tan poc usuals. Aquests plans van ser fets gràcies a la càmera Leica, que tenia un format molt manejable per a aquests punts de vistes tan difícils d'executar. Va tenir diverses etapes fotogràfiques, des de l'etapa de l'abstracte (etapa en la qual arriba a la fotografia no figurativa), fins a etapes en les quals fotografiava activitats esportives, paisatges o coreografies. Va fundar un grup anomenat Octubre, del qual formaven part fotògrafs i artistes del cinema. També va treballar en la revista SSR na stroike, fundada al costat de la seva esposa Stepànova.